# Кастельвеккіо-ді-Рокка-Барбена
Кастельвеккіо-ді-Рокка-Барбена (італ. Castelvecchio di Rocca Barbena, ліг. Castrevëgio) — муніципалітет в Італії, у регіоні Лігурія, провінція Савона.

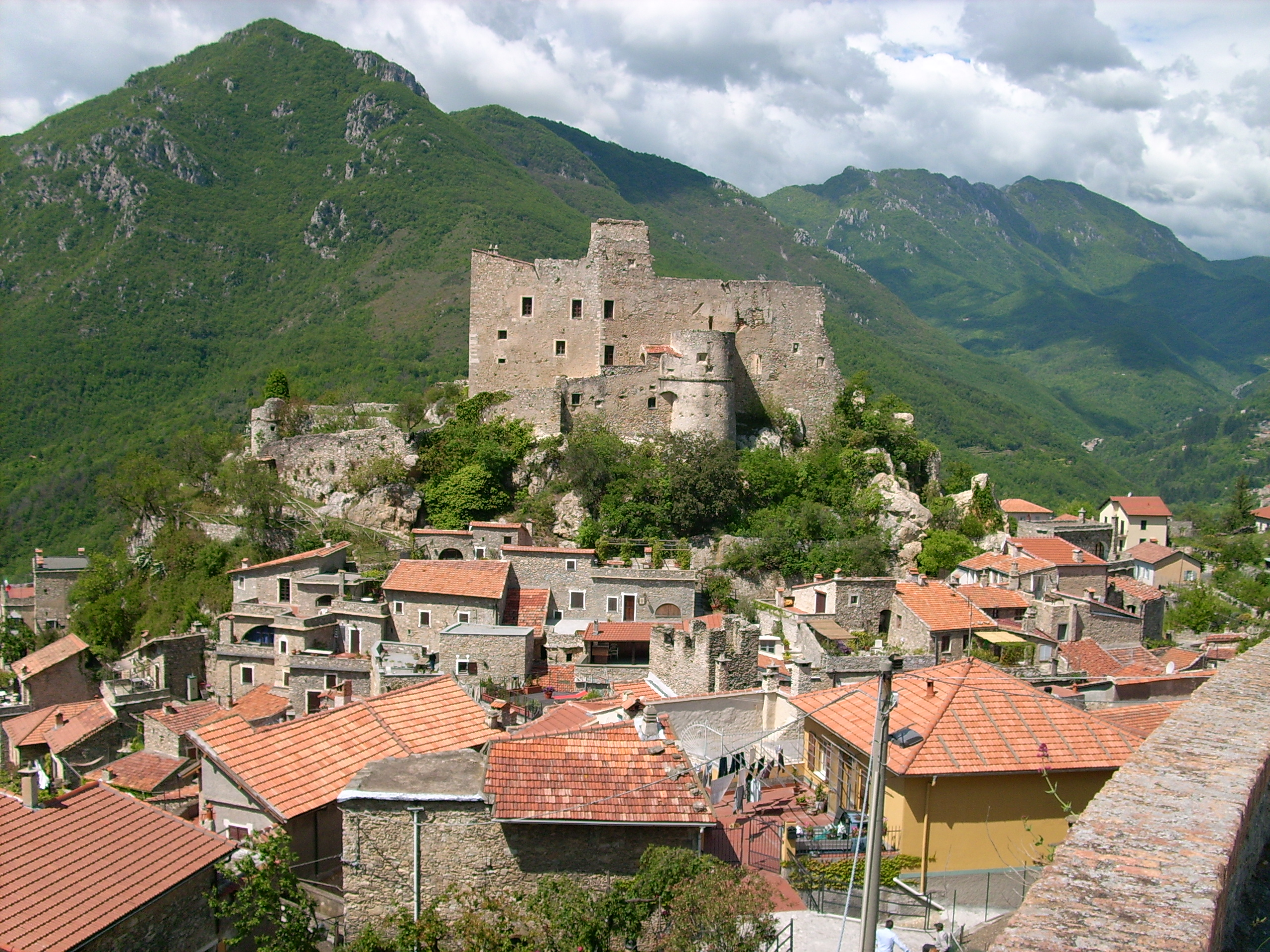

Кастельвеккіо-ді-Рокка-Барбена розташоване на відстані близько 440 км на північний захід від Рима, 75 км на південний захід від Генуї, 35 км на південний захід від Савони.
Населення — 154 особи (2014).

## Демографія
Населення за роками:

Станом на 1 січня 2023 року в муніципалітеті офіційно проживало 7 іноземців з 5 країн, серед них 5 громадян країн Євросоюзу.

## Сусідні муніципалітети
- Балестрино
- Бардінето
- Ерлі
- Гарессіо
- Тоїрано
- Цуккарелло